# تانيكيلا باهراني
تانيكيلا باهراني (بالتيلوغوية: తనికెళ్ళ భరణి)‏ هو صحفي وكاتب وكاتب سيناريو ومخرج وممثل هندي، ولد في 14 يوليو 1956 في الهند. من الجوائز التي نالها جوائز ناندي ‏.

## أعمال

### أفلام
- (2012) جولاي

## جوائز
- جوائز ناندي [الإنجليزية]‏

## وصلات خارجية
- تانيكيلا باهراني على موقع IMDb (الإنجليزية)
- تانيكيلا باهراني على موقع ألو سيني (الفرنسية)
- تانيكيلا باهراني على موقع أول موفي (الإنجليزية)
- تانيكيلا باهراني على موقع قاعدة بيانات الفيلم (الإنجليزية)
- تانيكيلا باهراني على موقع كينوبويسك (الروسية)